# Kjell Storelid
Kjell Storelid (Stord, 24 oktober 1970) is een Noors oud-langebaanschaatser. Hij was gespecialiseerd in de lange afstanden.
Storelid beleefde zijn doorbraak op de Spelen van '94, waar hij twee zilveren medailles haalde. Op de 5000 en de 10.000 meter eindigde hij achter de torenhoge favoriet Johann Olav Koss.

Storelid was aan het begin van zijn schaatsloopbaan een goede all-rounder. Hij haalde na een vijfde plaats op het EK Allround een zesde plaats op het WK Allround in 1994. Daarna ging hij zich steeds meer specialiseren op de lange afstanden. Vanaf het seizoen 1999-2000 reed hij alleen nog maar worldcups 5000 en 10.000 meter en hij kwalificeerde zich in 2002 voor het laatst voor de Olympische Spelen 10.000 meter. Kjell werkt momenteel voor Wärtsilä in Noorwegen, een Finse multinational met vestigingen over de gehele wereld, waaronder ook in Nederland.

## Persoonlijke records
| Afstand      | Tijd     | Datum            | Baan           |
| ------------ | -------- | ---------------- | -------------- |
| 500 meter    | 38,86    | 6 februari 1999  | Hamar          |
| 1000 meter   | 1.15,35  | 26 januari 2002  | Salt Lake City |
| 1500 meter   | 1.52,19  | 7 februari 1999  | Hamar          |
| 3000 meter   | 3.54,14  | 26 januari 2002  | Salt Lake City |
| 5000 meter   | 6.30,05  | 6 februari 1999  | Hamar          |
| 10.000 meter | 13.27,24 | 22 februari 2002 | Salt Lake City |

## Resultaten
| Jaar | EK Allround | WK Afstanden         | WK Allround | Wereld beker        | Olympische Spelen           |
| ---- | ----------- | -------------------- | ----------- | ------------------- | --------------------------- |
| 1993 |             |                      |             | 5e 5000m            |                             |
| 1994 | 5e          |                      | 6e          | 1500m · 5k/10k      | 14e 1500m · 5000m · 10.000m |
| 1995 | 7e          |                      | NC17        | 19e 1500m 4e 5k/10k |                             |
| 1996 |             |                      |             |                     |                             |
| 1997 | 5e          | 12e 5000m 7e 10.000m | NC30        | 44e 1500m 4e 5k/10k |                             |
| 1998 | 11e         | 10e 10.000m          | NC24        | 5k/10k              | 8e 5000m 5e 10.000m         |
| 1999 | 10e         | 14e 5000m 9e 10.000m | 12e         | 44e 1500m 9e 5k/10k |                             |
| 2000 |             |                      |             | 22e 5k/10k          |                             |
| 2001 |             |                      |             | 14e 5k/10k          |                             |
| 2002 |             |                      |             | 14e 5k/10k          | 8e 10.000m                  |

### Medaillespiegel
| Kampioenschap     | Goud | Zilver | Brons |
| ----------------- | ---- | ------ | ----- |
| EK Allround       | 0    | 0      | 0     |
| WK Afstanden      | 0    | 0      | 0     |
| WK Allround       | 0    | 0      | 0     |
| Wereldbeker       | 1    | 1      | 1     |
| Olympische Spelen | 0    | 2      | 0     |